# Tokelau
Tokelau (abans Union Islands, «illes de la Unió») és un territori d'ultramar depenent de Nova Zelanda. L'arxipèlag està situat al nord de Samoa i el seu nom significa «vent del nord». Consta de tres atols de corall, més un quart administrat per la Samoa Nord-americana.

## Geografia
Les illes de l'arxipèlag de Tokelau són atols de corall:
- Atafu (abans Duc de York)
- Nukunonu (abans Duc de Clarence)
- Fakaofo (abans Bowditch)
- Swains, administrada des de la Samoa Nord-americana.

La superfície total de les illes del territori de Tokelau és de 10,8 km².
L'altitud màxima és de 5 m sobre el nivell del mar. Les Nacions Unides han inclòs les Tokelau a la llista d'illes que podrien desaparèixer a conseqüència de l'escalfament de la Terra provocat per la contaminació i l'efecte hivernacle.
Des del 31 de desembre de 2011, Tokelau està situat a l'oest de la línia internacional de canvi de data. Aquest canvi va fer suprimir el dia 30 de desembre de 2011 en aquest estat, i també a l'estat veí Samoa, saltant directament del dijous 29 de desembre al dissabte 31. La principal intenció d'aquesta mesura va ser facilitar els intercanvis comercials amb Austràlia i Nova Zelanda.

## Història
Les Tokelau van ser originalment poblades per emigrants polinesis de les illes més properes, aproximadament al segle ix. Al segle xiv van ser colonitzades des de les illes Samoa, mantenint unes relacions lingüístiques i culturals entre els dos arxipèlags.
Els tres atols van viure de forma independent encara que mantenint una cohesió social. La societat tradicional era dominada pels caps dels clans aristocràtics (els «aliki» polinesis).
L'any 1765 l'anglès John Byron va descobrir Atafu. El 1791 l'anglès Edward Edwards, mentre buscava els amotinats de la Bounty, va descobrir Nukunono. Finalment, Fakaofu va ser descobert pel francès Morvan el 1841.
El 1850 hi van arribar els primers missioners catòlics i protestants, convertint tota la població al cristianisme.
El 1860 van aparèixer els caçadors d'esclaus peruans buscant mà d'obra per les mines del Perú, i se'n van emportar gairebé tota la població activa masculina. Per protegir les illes es va establir el protectorat britànic el 1877. Després, el 1916, es van incorporar a la colònia de les illes Gilbert i Ellice, i el 1925 es va transferir a l'administració a Nova Zelanda. Des de 1949 és un territori neozelandès, recuperant el nom tradicional de Tokelau.

## Política
El cap d'estat és la reina Elisabet II representada per un administrador nomenat pel ministre d'Afers Exteriors de Nova Zelanda. El cap de govern és escollit entre els tres membres del Consell de Faipule, un per cada illa. El Consell d'Ancians de cada atol, o Taupulega, escull els representants de l'Assemblea General, o Fono.
El Comitè de Descolonització de les Nacions Unides inclou Tokelau a la llista de territoris sense autonomia. Des de 1994 s'estan transferint competències d'autogovern, sota la supervisió de les Nacions Unides, i l'any 2004 es van iniciar les negociacions per canviar l'estatus del territori per una lliure associació.
L'estatus d'estat lliure associat a Nova Zelanda es va sotmetre a referèndum el febrer del 2006, primer a Apia (pels residents a les illes a Samoa, els set mil residents a Nova Zelanda no tenen dret a vot) el dia 11, i després a Atafu (dia 13), Nukunonu (dia 14) i Fakaofo (dia 15). Al referèndum l'opció per la independència no era plantejada. Amb l'estat lliure associat s'establiran nous símbols per a Tokelau (bandera, escut, himne).

## Economia
L'economia de l'arxipèlag és de subsistència, bàsicament sustentada en la pesca i el coco. La falta de sòl fa que no es puguin conrear hortalisses ni fruits.
L'exportació es basa en segells i monedes de col·leccionisme, i en la producció de copra. El dèficit comercial es compensa amb ajuts exteriors des de Nova Zelanda.

## Població
Tokelau té menys de 1.500 habitants, tots polinesis. La falta de recursos han provocat l'emigració cap a Nova Zelanda i Samoa. L'any 1990 el cicló Ofa va arrasar les tres illes, destruint quasi tots els bananers i cocoters, i fent augmentar el flux migratori.

## Infraestructures
Les illes viuen en un relatiu aïllament. No hi ha cap port ni aeroport. Fins a l'any 1991 no es va establir un servei regular marítim entre les illes i l'any 1997 es va crear el servei públic de telefonia via satèl·lit.
Tokelau disposa a Internet d'un domini territorial de primer nivell («.tk») i facilita la creació i manteniment de noms de domini gratuïts.